# Ernst Zbären
Ernst Zbären (* 1941) ist ein Schweizer Politiker (GFL), Umweltschützer und Fotograf.

## Biografie
Ernst Zbären protestierte erfolgreich gegen das Autobahnprojekt der Nationalstrasse 6 durch das Simmental und gegen den Rawiltunnel. Er gründete den Verein Pro Simmental.
Vom 1. Juni 1986 bis am 19. April 2001 war er Mitglied des Grossen Rates des Kantons Bern.
Noch bis 2024 war er Vorstandsmitglied des Vereins Pro Simmental.

## Werke (Auswahl)
- Berner Oberland. Ott Verlag, Thun 1987, ISBN 978-3-7225-6897-3.
- Simmental und Diemtigtal. Grünes Bergland zwischen Wildstrubel, Niesen und Stockhorn. 1. Auflage. Ott Verlag, Thun 2009, ISBN 978-3-7225-0103-1.